# Paralcis ruptilinea
Paralcis ruptilinea är en fjärilsart som beskrevs av W. Warren 1906. Paralcis ruptilinea ingår i släktet Paralcis och familjen mätare. Inga underarter finns listade i Catalogue of Life.